# Euglypha
Euglypha ist eine Gattung beschalter (Testater) Amöben aus der Ordnung der Euglyphida. Sie ist häufig, lebt meist als Pflanzenfresser in feuchten Substraten und enthält über 40 Arten in drei Gruppen.

## Beschreibung

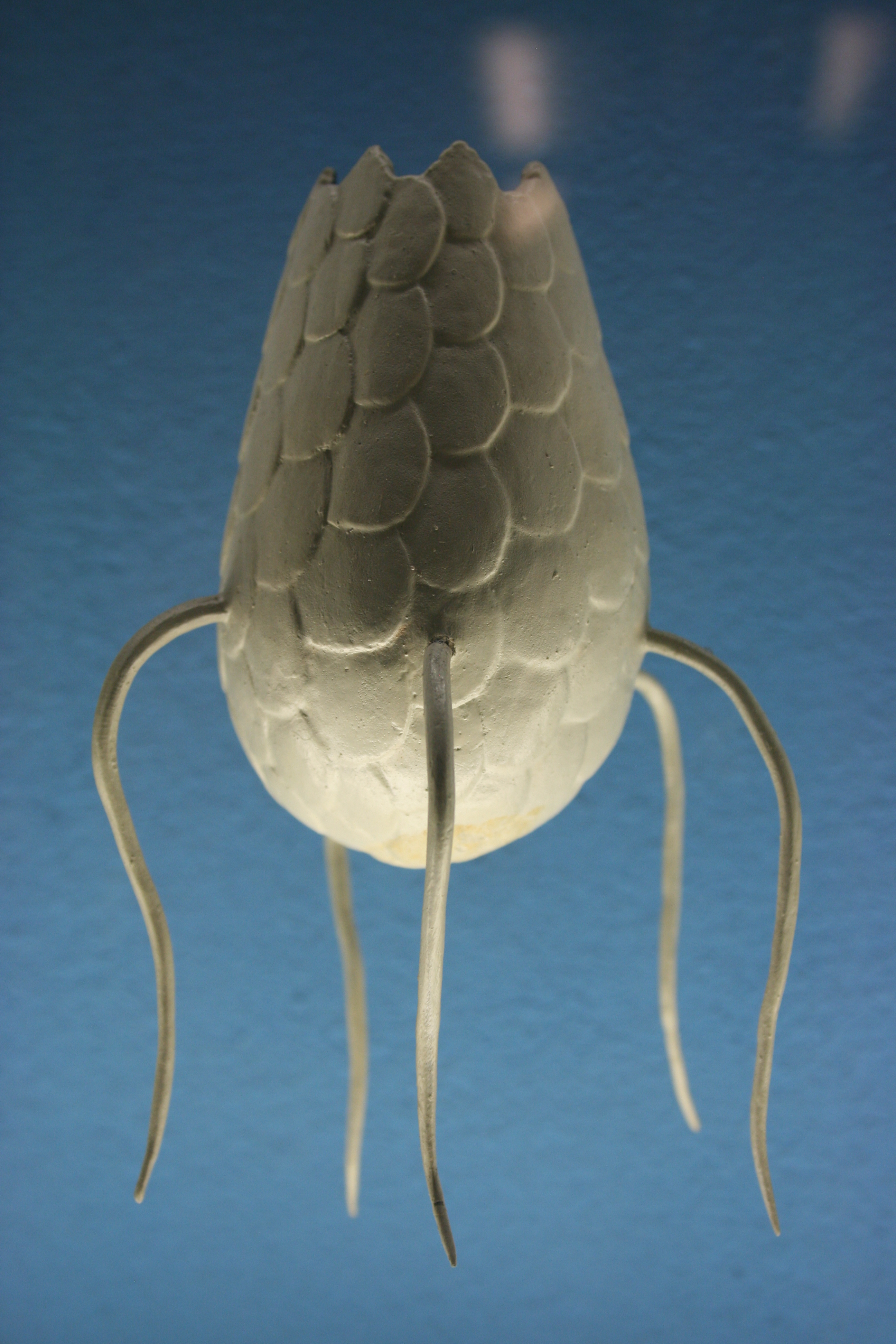
Modell eines Euglypha alveolata Duj.

Die Gehäuse sind länglich ei- oder birnenförmig und bestehen aus dachziegelartig überlappenden, runden bis elliptischen, dünnen Schuppen, die in Längsreihen angeordnet sind. An der Öffnung stehen immer Schuppen mit gezähntem Rand, die als diagnostisches Merkmal dienen. Die Gehäuse können bestachelt sein.

## Verbreitung
Euglypha-Arten sind häufig und leben meist als Pflanzenfresser in Moosen, insbesondere Torfmoosen, in aquatischer Vegetation aber auch in sauren bzw. organischen Böden.

## Systematik
Die Gattung wurde 1841 von Félix Dujardin erstbeschrieben, Typusart ist Euglypha tuberculata. Sie enthält über 40 Arten und rund die doppelte Anzahl an Unterarten. Euglypha wird traditionell in drei Gruppen ohne taxonomische Bedeutung gegliedert:
- Gruppe I: Das Gehäuse ist im Querschnitt rund, die Öffnung ebenso, eine eventuelle Bestachelung ist ein Anhängsel von Schuppen. Vertreter:
  - Euglypha acanthophora
  - Euglypha tuberculata

- Gruppe II: Das Gehäuse ist im Querschnitt elliptisch, die Öffnung mehr oder weniger kreisförmig, eine Bestachelung ist kein Anhängsel von Schuppen. Vertreter:
  - Euglypha strigosa

- Gruppe III: Das Gehäuse ist abgeflacht, die Öffnung elliptisch. Vertreter:
  - Euglypha compressa

Weitere Arten (Auswahl):
- Euglypha ciliata
- Euglypha laevis

## Nachweise